# Sabolotzi (Solotschiw)
Sabolotzi (ukrainisch Заболотці; russisch Заболотцы/Sabolotzy, polnisch Zabłotce) ist ein Dorf in der westukrainischen Oblast Lwiw.

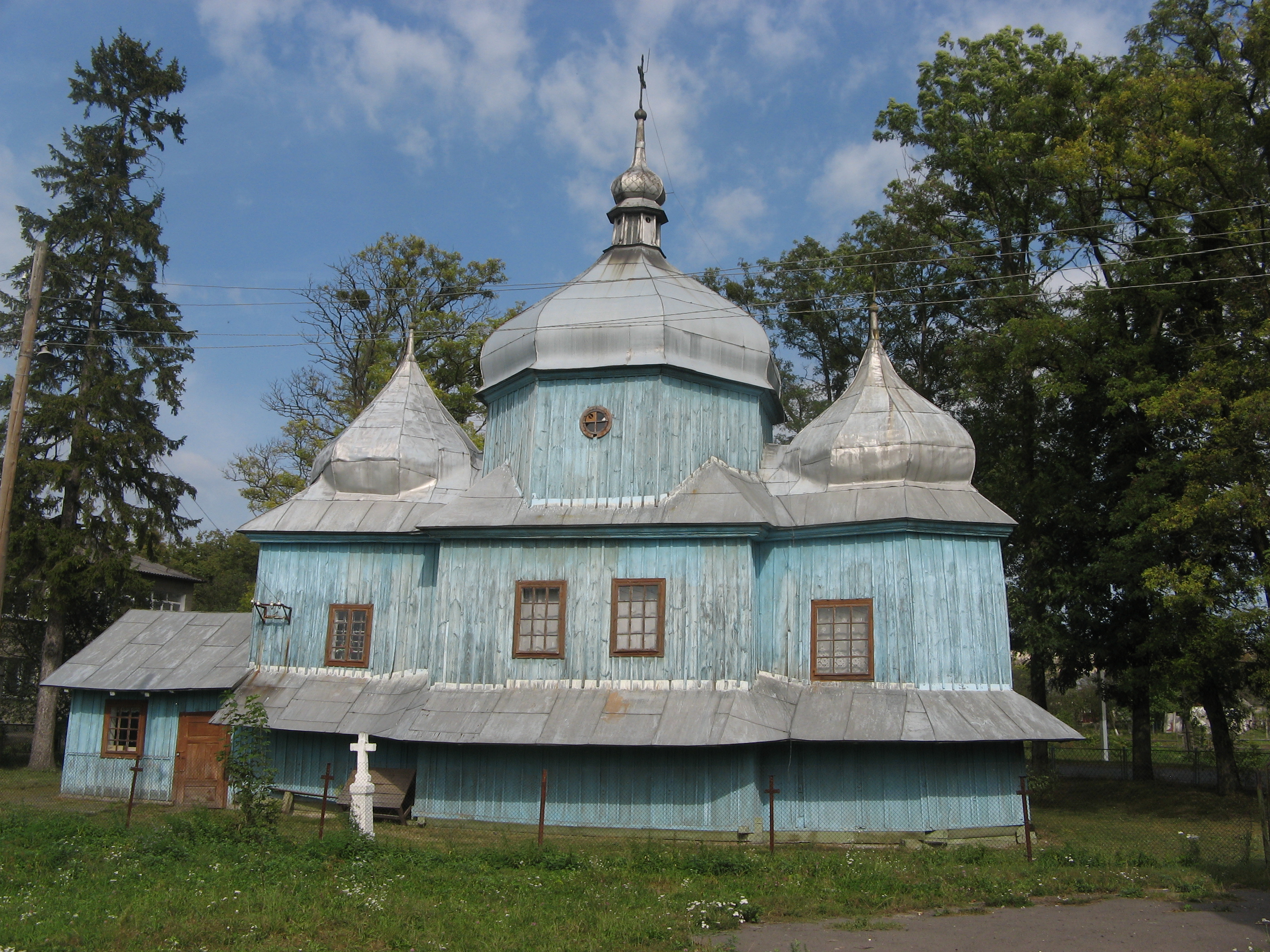
Kirchenbau im Ort

Sabolotzi befindet sich etwa 14 Kilometer südwestlich des Rajonzentrum Brody, das Oblastzentrum Lemberg ist etwa 71 Kilometer südwestlich gelegen, nordwestlich des Ortskerns verläuft die Bahnstrecke Lwiw–Sdolbuniw an der seit 1869 ein Bahnhof existiert.
Der Ort wurde 1494 zum ersten Mal erwähnt und lag damals in der Adelsrepublik Polen-Litauen, Woiwodschaft Ruthenien, ab 1772 gehörte er mit dem Namen Sabloze, später Zabłotce bis 1918 zum österreichischen Galizien (in den Bezirk Brody), kam nach dem Ende des Ersten Weltkrieges zu Polen (in die Woiwodschaft Lwów, Powiat Brody, Gmina Ponikowica), wurde im Zweiten Weltkrieg von September 1939 bis Sommer 1941 von der Sowjetunion, danach bis 1944 von Deutschland besetzt. Seit 1944 ist er ein Teil der Ukrainischen SSR und seit 1991 ein Teil der heutigen Ukraine.
Am 1. November 1946 wurde der Ort zum Rajonzentrum des Rajons Sabolotzi, dieser entstand nach der Verlegung des Hauptortes von Ponykowyzja in das Dorf. Er bestand bis zu seiner Auflösung und anschließenden Einverleibung in den Rajon Brody bis Ende 1959.

## Verwaltungsgliederung
Am 7. August 2015 wurde das Dorf zum Zentrum der neugegründeten Landgemeinde Sabolotzi (Заболотцівська сільська громада/Sabolotziwska silska hromada), zu dieser zählen auch noch die 9 Dörfer Luhowe, Mali Perelisky, Mamtschuri, Raschniw, Ruda-Bridska, Welyki Perelisky, Welyn, Wowkowatyzja und Wyssozko, bis dahin bildete es zusammen mit den Dörfern Luhowe, Mali Perelisky, Welyki Perelisky und Wyssozko die gleichnamige Landratsgemeinde.
Am 12. Juni 2020 kamen dann noch die 9 Dörfer Dubje, Dubyna, Jasseniw, Lutschkiwzi, Nowytschyna, Pidhirzi, Sahirzi, Terebeschi und Trischtschuky hinzu. Gleichzeitig wurde der Ort, der bis dahin der Teil des Rajons Brody war, ein Teil des Rajons Solotschiw.
Folgende Orte sind neben dem Hauptort Sabolotzi Teil der Gemeinde:
| Name                     | Name             | Name                                   | Name              |
| ukrainisch transkribiert | ukrainisch       | russisch                               | polnisch          |
| ------------------------ | ---------------- | -------------------------------------- | ----------------- |
| Dubje                    | Дуб'є            | Дубье                                  | Dubie             |
| Dubyna                   | Дубина           | Дубина (Dubina)                        | Gaje Dubieckie    |
| Jasseniw                 | Ясенів           | Ясенов (Jassenow)                      | Jasionów          |
| Luhowe                   | Лугове           | Луговое (Lugowoje)                     | Czechy            |
| Lutschkiwzi              | Лучківці         | Лучковцы (Lutschkowzy)                 | Kadłubiska        |
| Mali Perelisky           | Малі Переліски   | Малые Перелески (Malyje Pereleski)     | Pereliski Małe    |
| Mamtschuri               | Мамчурі          | Мамчуры (Mamtschury)                   | Mamczury          |
| Nowytschyna              | Новичина         | Новичина (Nowitschina)                 | ?                 |
| Pidhirzi                 | Підгірці         | Подгорцы (Podgorzy)                    | Podhorce          |
| Raschniw                 | Ражнів           | Ражнев (Raschnew)                      | Rażniów           |
| Ruda-Bridska             | Руда-Брідська    | Руда-Бродская (Ruda-Brodskaja)         | Ruda Brodzka      |
| Sahirzi                  | Загірці          | Загорцы (Sagorzy)                      | Zahorce           |
| Terebeschi               | Теребежі         | Теребежи                               | ?                 |
| Trischuky                | Тріщуки          | Трещуки (Treschuki)                    | ?                 |
| Welyki Perelisky         | Великі Переліски | Великие Перелески (Welikije Pereleski) | Pereliski Wielkie |
| Welyn                    | Велин            | Велин (Welin)                          | Welin             |
| Wowkowatyzja             | Вовковатиця      | Волковатица (Wolkowatiza)              | Wołkowatycze      |
| Wyssozko                 | Висоцько         | Высоцко                                | Wysocko           |